# クロバナウマノミツバ
クロバナウマノミツバ（黒花馬の三葉、学名：Sanicula rubriflora）は、セリ科ウマノミツバ属の多年草。日本では岩手県と長野県に隔離分布し、山地の林内にまれに生える。大きい葉状の総苞片は対生し、更に3全裂し、暗紫色の花が小散形花序につく。

## 特徴
根茎は暗黄褐色で、長さ3cmになる。根は根茎に周囲に多数生え、長さ20cmになる。茎は単一で直立し、分枝しないで花茎状になり、高さは20-50cmになる。根出葉はかなり大きく、径4-10cmの腎心形になり、3全裂して側裂片がさらに2深裂し、先は3浅裂する。縁に粗い鋸歯があり、葉柄は長さ10-30cmになる。茎の頂部に2個1対の大きな葉状の総苞片が無柄でつき、3全裂して茎をかこむ。6片になる総苞片の裂片は倒披針形になり、先は3浅裂し、縁に鋭い鋸歯がある。
花期は5-7月。6片の葉状の総苞片の間から長さ3-6cmになる花柄を3個だし、先端に小散形花序をつける。小散形花序の基部に小総苞片がつき、線状披針形-線状倒披針形で5-7個あり、長さ1-2cm、小散形花序より長く、全縁で平開する。花は暗紫色になり、1-3個の両性花と15-20個の雄花からなり、小花柄は長さ1-2mmかほとんど無柄で丸く密生し、扁球形になる。花弁は5個あり内側に巻く。萼片は5個あり、卵状披針形になり上を向く。果実は短円錐形になり、長さ3-4mm、先端が鉤状に曲がった硬い刺毛をつける。染色体数は2n=16。

## 分布と生育環境
日本では、本州の岩手県と長野県に隔離分布し、山地の草地などにまれに生育する。世界では、朝鮮半島、中国大陸（東北部）、モンゴル、ウスリー、アムールに分布する。

## 名前の由来
和名クロバナウマノミツバは、「黒花馬の三葉」の意、花弁が黒味を帯びていることによる。種としてはドイツ人の植物学者であるフリードリッヒ・カール・シュミット (1859) によって記載されていたが、盛岡高等農林学校の澤田兼吉ら (1907) によって岩手県姫神山で採集され、日本新産とされ、澤田兼吉によって和名「くろばなうまのみつば」が『植物学雑誌』に掲載された。
種小名（種形容語）rubriflora は、「赤い花の」の意味。

## 種の保全状況評価
国（環境省）のレッドデータブック、レッドリストの選定はない。都道府県のレッドデータ、レッドリストの選定状況は、岩手県がBランク、長野県が準絶滅危惧 (NT)となっている。

## ギャラリー

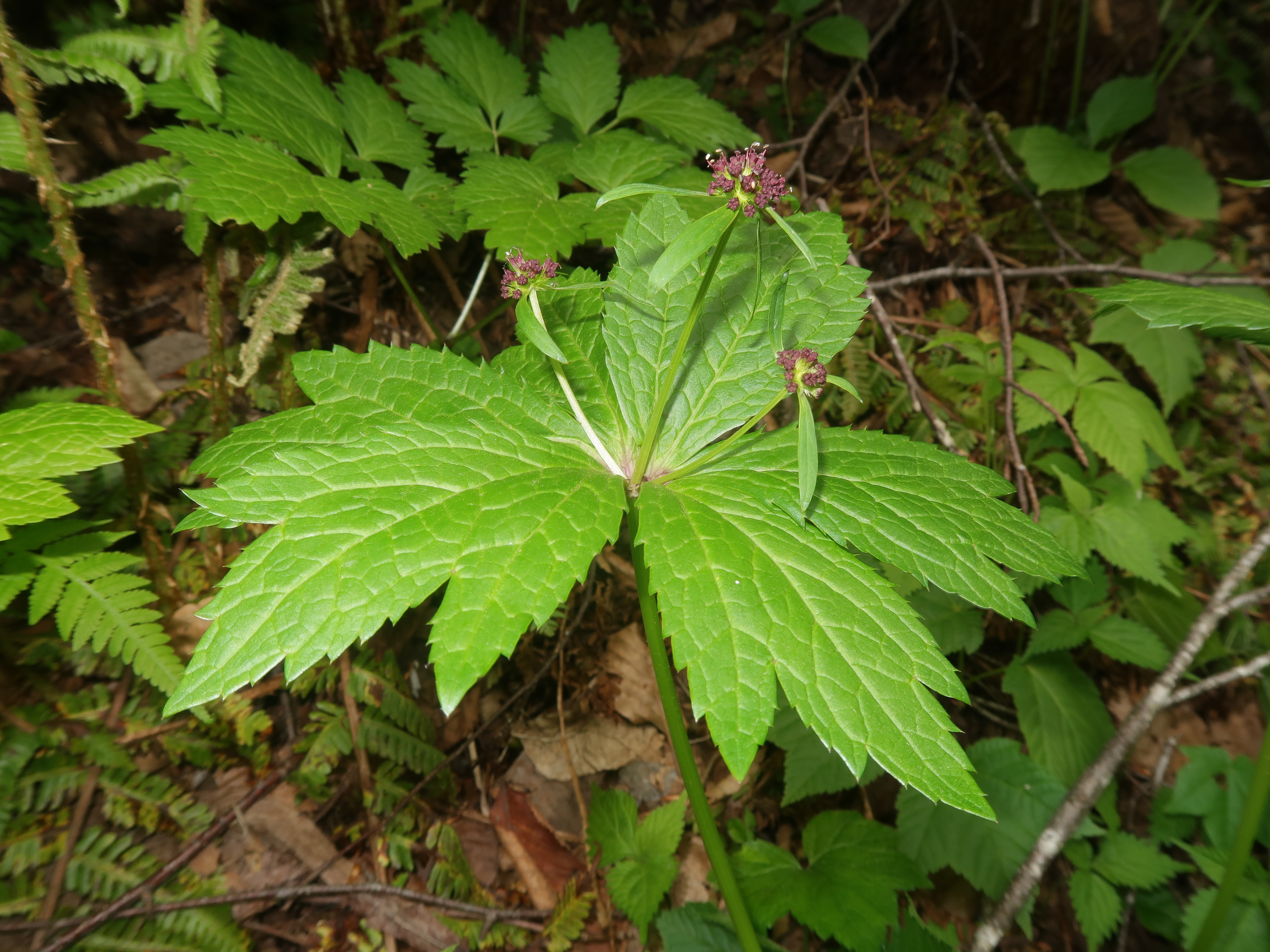
茎の頂部に1対の大きな葉状の総苞片が無柄でつき、3全裂して茎をかこむ。総苞片の間から花柄を3個だし、先端に小散形花序をつける。
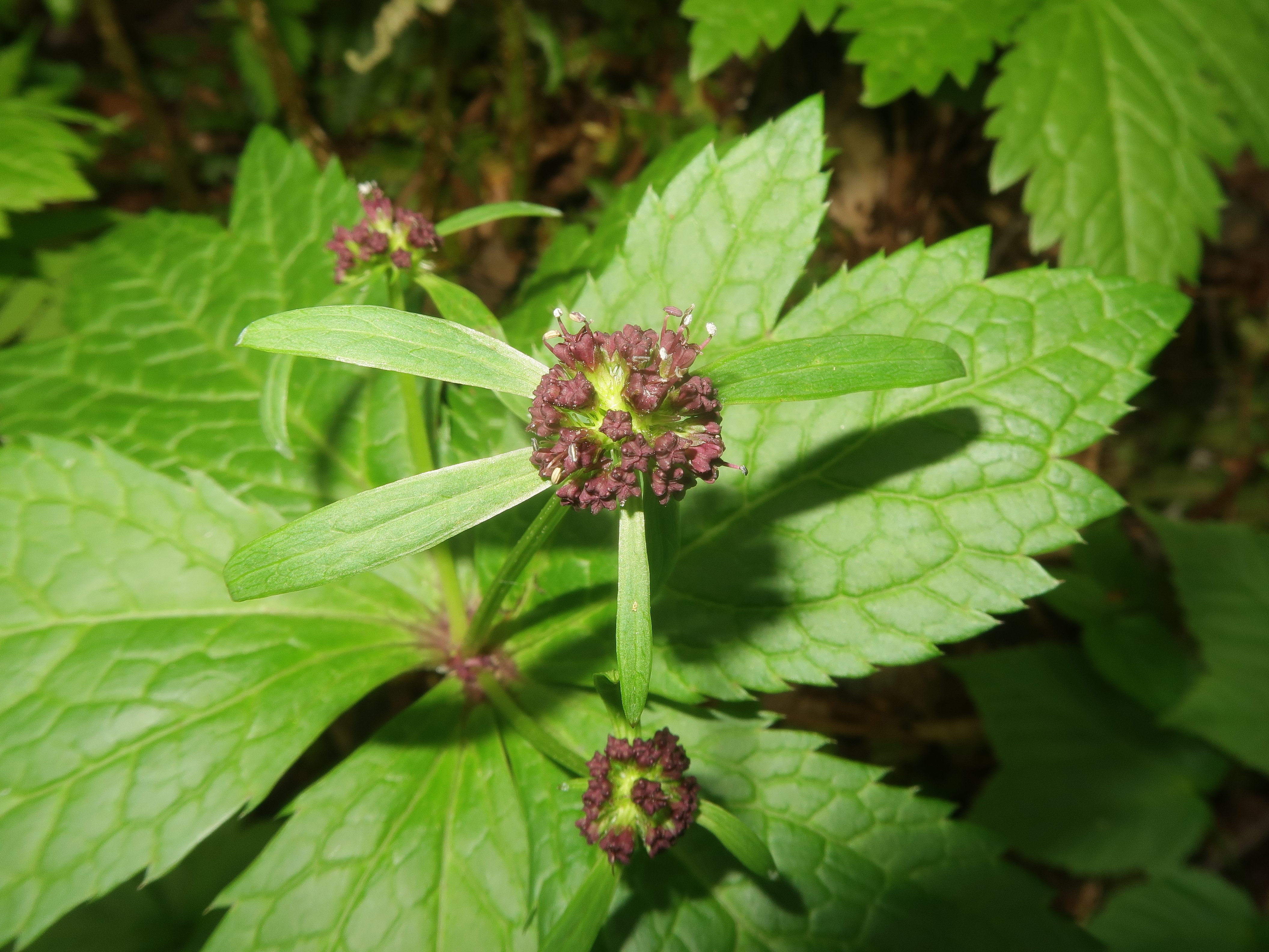
花は暗紫色になる。小散形花序の基部に小総苞片がつき、線状披針形で5-7個あり、小散形花序より長く、全縁で平開する。
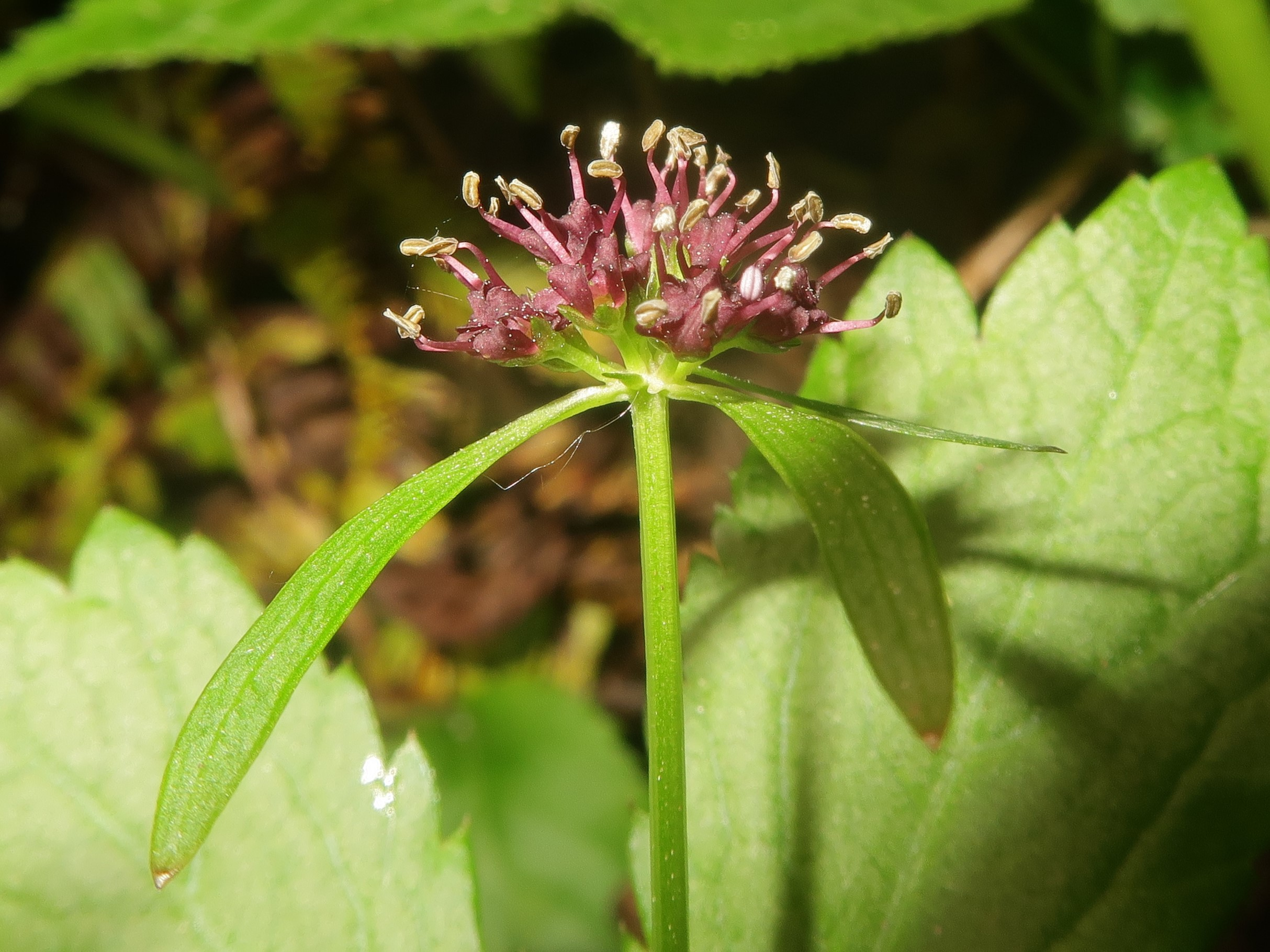
小花柄は長さ1-2mmかほとんど無柄で丸く密生し、扁球形になる。花弁は5個あり内側に巻く。
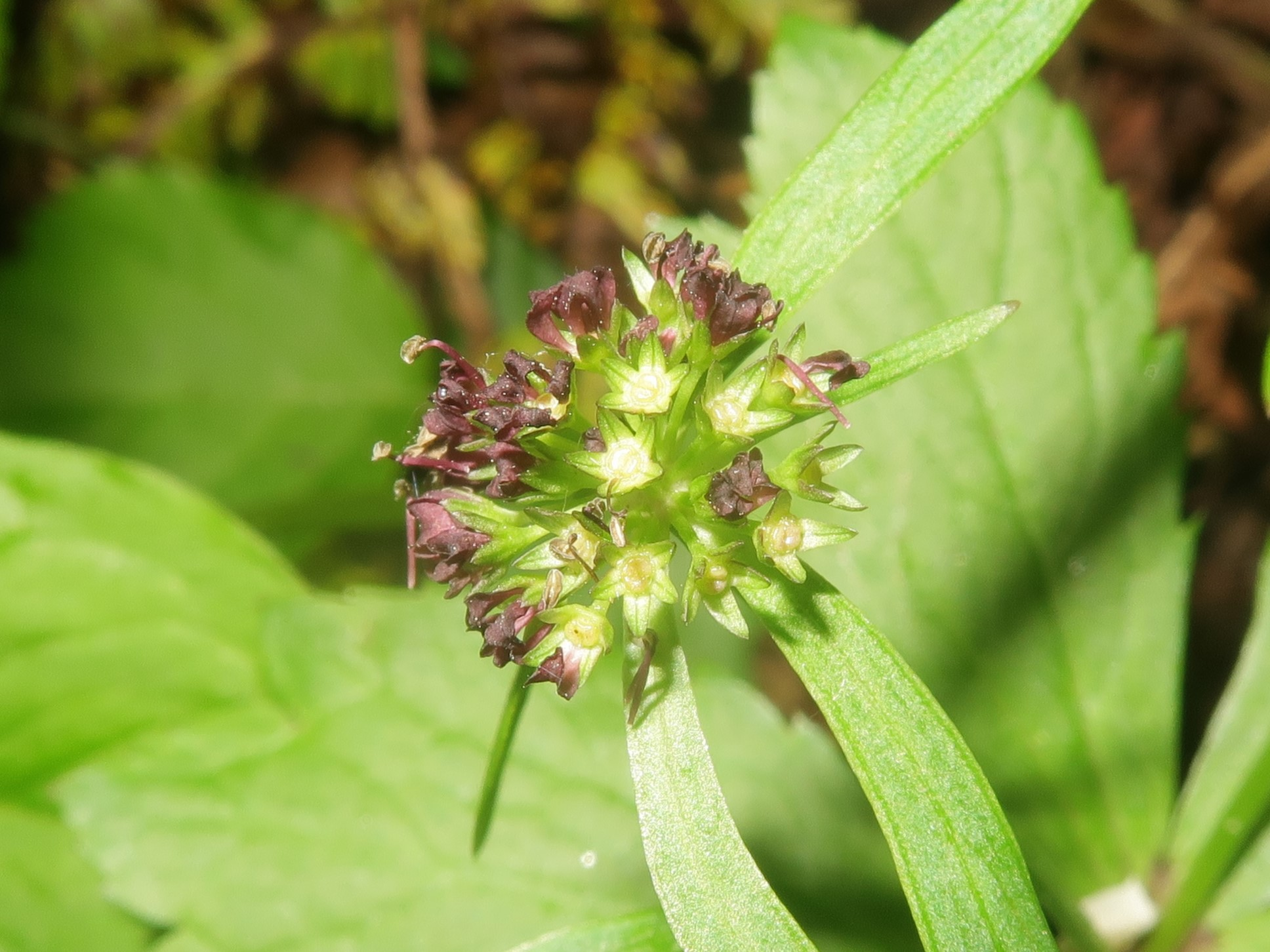
萼片は5個あり、卵状披針形になり上を向く。
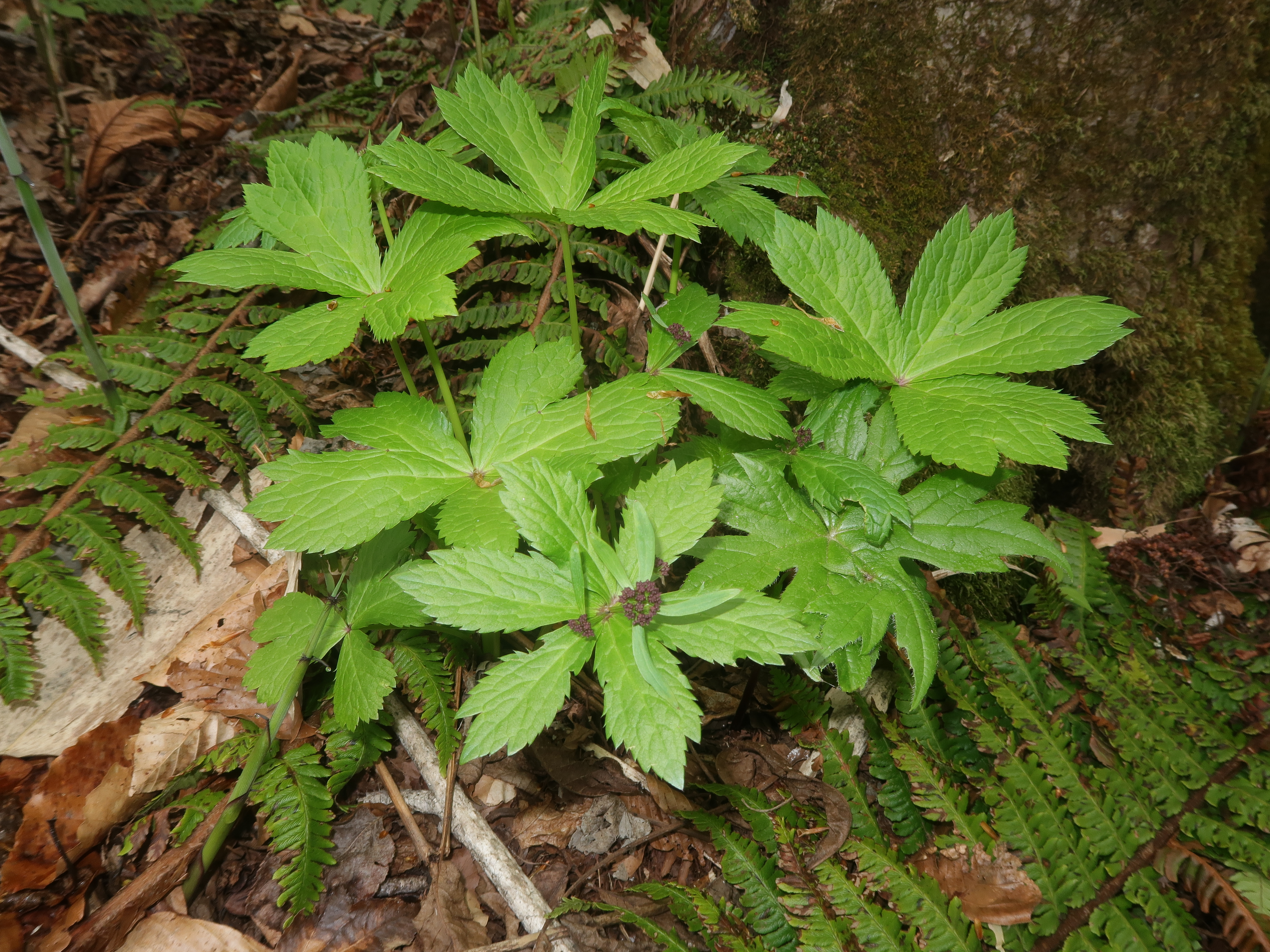
花茎の周辺にある根出葉はかなり大きく、腎心形になり、3全裂して側裂片がさらに2深裂し、先は3浅裂する。縁に粗い鋸歯があり、葉柄は長い。5月上旬。

## 近縁種
本種と近縁の種に、フキヤミツバ Sanicula tuberculata Maxim. (1867)がある。本州の東海地方以西、四国、九州、朝鮮半島南部に分布する。根出葉は径1.5-4cmの五角形状腎円形で3全裂し、側裂片がさらに2深裂し、葉柄は長さ5-12cmになる。花茎状の茎は高さ8-20cmになる。茎の頂部に1対の葉状の総苞片が対生し、各片がさらに2-3深裂する。総苞片は根出葉よりはやや小さい。対生する総苞片から2-3個の小散形花序をだし、10数個の緑色の小さな花をつける。小総苞片は数個あり、狭披針形で、長さ4-10mmになり、平開する。果実は太く短く、長さ4.5mm、先端が鉤状にならい太い刺毛をつける。花期は4-5月。染色体数は2n=8。和名の由来は「吹屋三葉」で、最初の発見地が、岡山県川上郡成羽町（現、高梁市）吹屋であったことによる。まれな植物で、国（環境省）の絶滅危惧II類(VU)に評価されている。